# گارلاته
گارلاته (به ایتالیایی: Garlate) یک کومونه در ایتالیا است که در استان لکو واقع شده‌است. گارلاته ۲٫۱ کیلومتر مربع مساحت و ۲٬۶۳۰ نفر جمعیت دارد و ۲۰۵ متر بالاتر از سطح دریا واقع شده‌است.